# Grugliasco
Grugliasco (piemontès Grujasch) és un municipi italià, situat a la regió del Piemont i a la ciutat metropolitana de Torí. L'any 2004 tenia 38.327 habitants.

## Curiositats
El patró de la vila és San Rocco, la festivitat del qual és el 16 d'agost, però l'any 2000 el Vaticà va autoritzar els grugliacencs a celebrar la festa el 31 de gener, ja que és la data en què es va fer la primera processó per la pesta que assolava la ciutat i que, segons la tradició, va terminar per la intercessió del sant.
El 30 d'abril de 1945 uns soldats alemanys en retirada van executar 66 partisans i civils de Grugliasco i Collegno (una vila fronterera). En record hi ha erigits tres monuments commemoratius.